# Stay Together for the Kids
Stay Together for the Kids è il terzo e ultimo singolo dell'album Take Off Your Pants and Jacket dei blink-182.
La canzone tratta un tema assai caro ai blink come quello del divorzio, del quale sia Mark che Tom sono stati vittime da piccoli, a causa della separazione dei loro genitori. La strofa, cantata da Mark, è molto dolce e malinconica, ed ha un sottofondo calmo di batteria e arpeggio, mentre nel ritornello (cantato da Tom) emerge la rabbia di chi, per colpa della strana logica degli adulti, ha rinunciato ad un pezzo d'infanzia.

## Il video
Il video è stato girato in un vecchio tempio abbandonato non lontano da Los Angeles; i tre, circondati da ragazzi tristi, provocano una sorta di uragano di energia nel ritornello, durante il quale tutti i ragazzi scatenano la propria rabbia, alla fine i tre se ne vanno proprio mentre il tempio crolla.
Una prima versione del video, pubblicata solo su DVD successivi, seguiva più o meno lo stesso canone, ma diversamente dall'altro l'edificio in cui si trovavano tutti veniva distrutto gradualmente da un bulldozer. Il video è girato tra il 10 e l'11 settembre 2001, quando ci sono stati gli attacchi terroristici contro gli Stati Uniti d'America. La band, insieme con il regista, ha deciso che le immagini del video erano troppo simili a quelle delle torri che crollavano, e ha deciso di non pubblicarlo per non urtare la sensibilità di nessuno.

## Tracce
CD singolo
1. Stay Together For The Kids – 3:59
2. The Rock Show (Live in Chicago) – 3:06
3. Anthem Part Two (Live in Chicago) – 3:47
4. First Date (Video) – 3:17

EP
1. Stay Together For The Kids – 3:59
2. The Rock Show (Live in Chicago) – 3:06
3. Anthem Part Two (Live in Chicago) – 3:47
4. First Date (Live) – 3:28
5. Carousel (Live) – 2:55
6. First Date (Video) – 3:17
7. Stay Together For The Kids (Video) – 3:50

I live provengono dal concerto di Chicago del 6 giugno 2001.

## Formazione
- Mark Hoppus – bassista, voce
- Tom DeLonge – chitarrista, voce
- Travis Barker – batterista